# Zentangle
Ein Zentangle (Aussprache ['zɛn-tæŋgl] oder [t͡sɛntaŋl], von Zen bzw. Zen-Meditation und engl. tangle: Knäuel, Gewirr, Durcheinander) ist eine freie Zeichnung, die aus Formen mit immer wiederkehrenden Mustern aus einer Kombination von Punkten, Linien, einfachen Kurven und Kreisen strukturiert ist.
Charakteristisch ist, dass das entstehende Zentangle-Bild von allen Seiten gleichermaßen betrachtet werden kann und die gezeichneten Formen in der Regel kein gegenständliches Objekt ergeben. Die Zeichnungen werden auf einem besonderen Papier angefertigt, dem nur etwa 9×9 cm großen Zentangle-„Tile“ (engl. [taɪl]: Fliese, Kachel). Das Zeichnen auf dem Zentangle-Tile wird auch eingedeutscht als tanglen bezeichnet. Alles, was vom Format der kleinen Papierkacheln abweicht oder in Farbe gestaltet wird, ist ZIA = zentangle inspired art, also von Zentangle inspirierte Kunst.
Der meditative Vorgang des Zeichnens ist vorrangig und folgt einer eigenen Philosophie. Das Zeichnen ist absichtslos und es gibt keine konkreten Vorstellungen von einem bestimmten Ergebnis. Vielmehr wird der Intuition gestattet, sich zu entfalten. Erfunden wurde Zentangle in den USA von dem ehemaligen Mönch Rick Roberts und der Künstlerin Maria Thomas, die damit eine Kombination aus Meditation und Kunst erschaffen haben.

## Zentangle-Beispiele

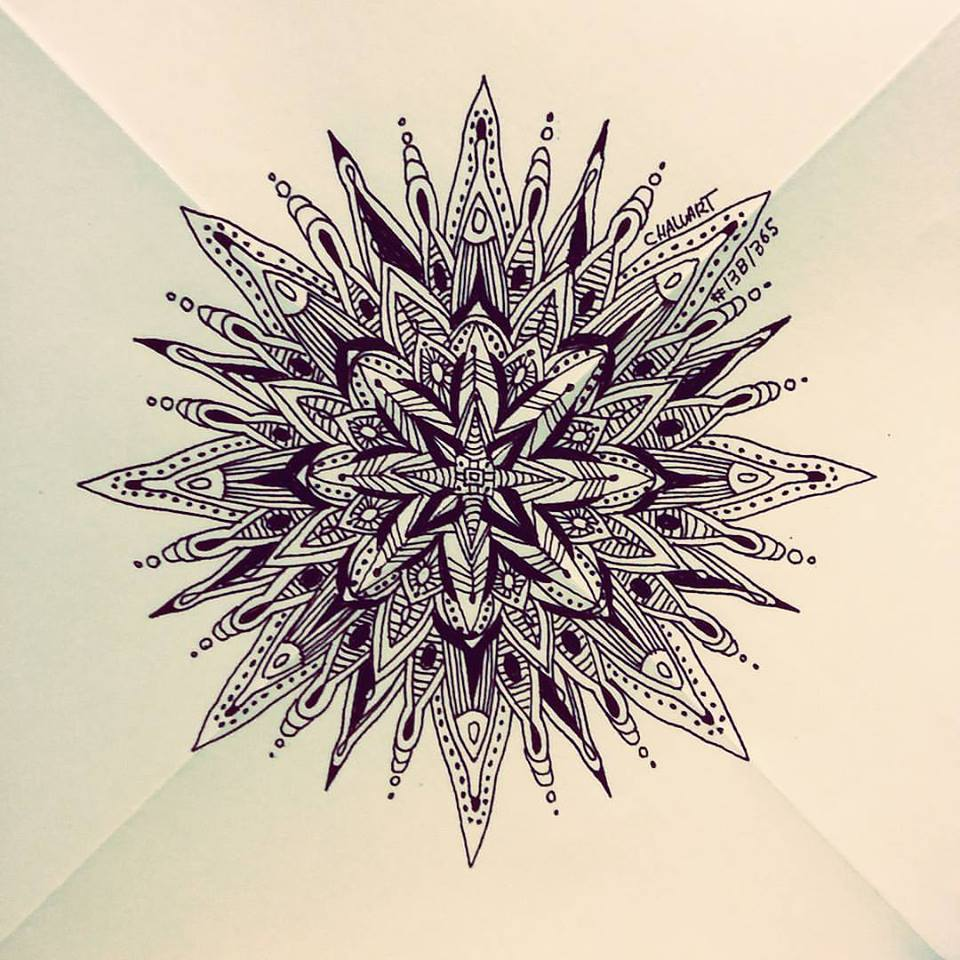
Zentangle, Quadrantentechnik
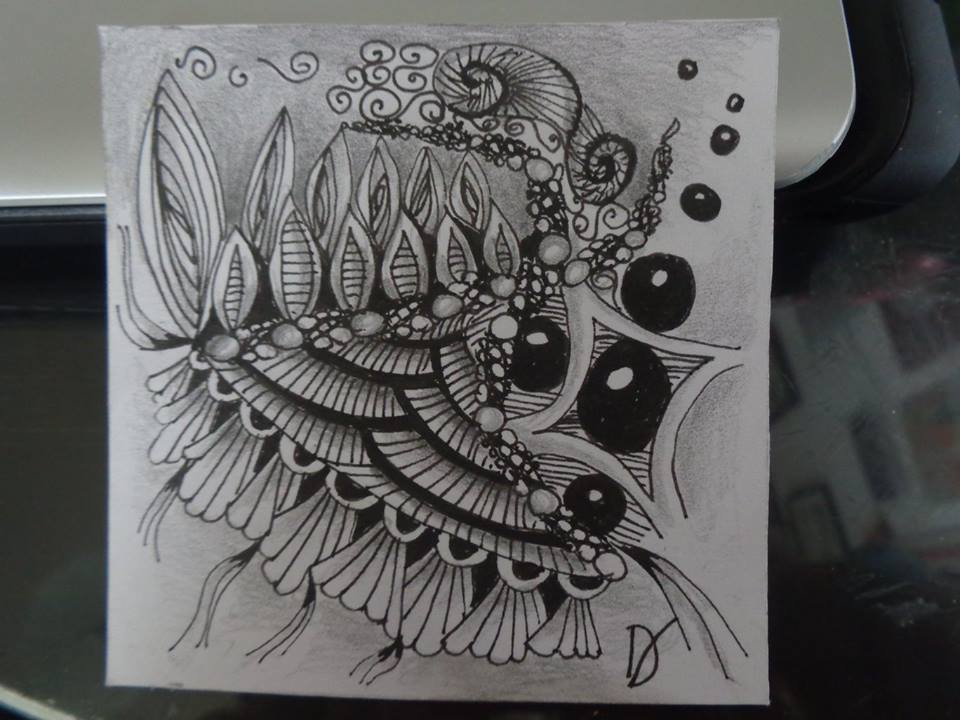
Zentangle
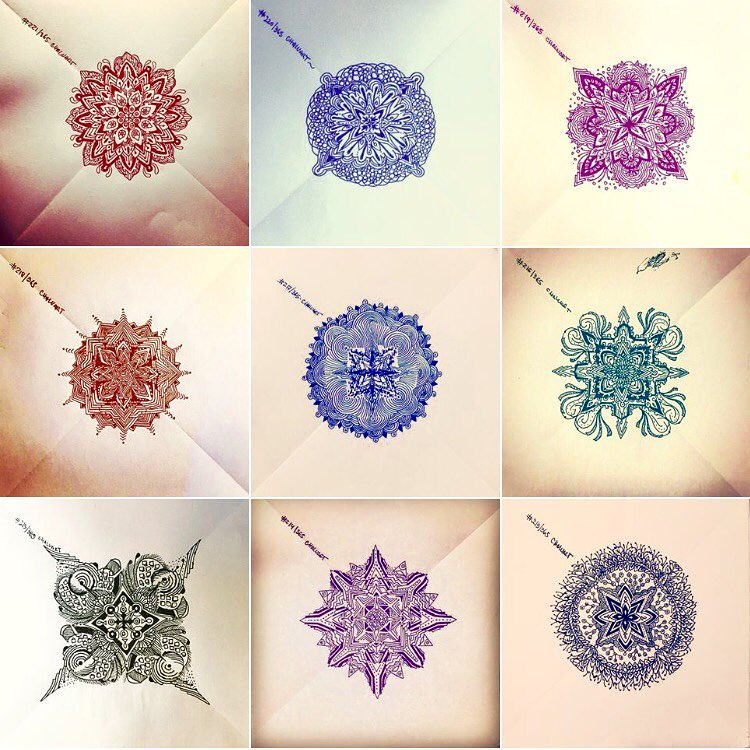
Zentangle Argentina